# Tabal
Tabal fu un regno neo-ittita di lingua luvia situato nell'Anatolia centro-meridionale.

## Storia
In seguito al collasso dell'Impero ittita, il regno di Tabal fu una delle formazioni politiche più importanti a sorgere su quella che era stato il territorio di Kizzuwatna. Nell'837 a.C. l'imperatore assiro Salmanassar III attraversò l'Eufrate con il suo XX palu ottenendo la sottomissione Tuwattīs I, Gran Re di Tabal, e di suo figlio Kikki, nonché la riscossione di un tributo dei 24 principi minori (nelle fonti detti "re"). Nell'VIII secolo a.C. Argishtis I di Urartu rese Tabal suo tributario, ma nella seconda metà del secolo l'egemonia urartea venne scalzata da quella assira, poiché l'imperatore Tiglat-Pileser III rese a sua volta Tabal suo tributario. Oltre al Gran Re Wasusarmas di Tabal, le fonti menzionano come re di Tabal anche Usitti di Atuna, Urbala'a di Tuhana, Tuhamme di Istundi e Wirime di Ḫubuškia. Intorno al 732 a.C. Tabal si ribellò al dominio assiro, ma fu conquistata da un generale assiro che insediò Wasusarmas (o Sharumas), figlio di Tuwattīs, come nuovo re vassallo. Nel 718 a.C. Sargon II represse una rivolta a cui il re di Tabal partecipò insieme a Kiakki di Šinuhtu, Pisiri di Karkemish e Mitā re dei Muški. Al fine di prevenire nuove rivolte, Sargon insediò a Tabal un nuovo re a cui diede in moglie una delle sue figlie. Probabilmente grazie all'influenza di Urartu (essendo citato un messaggero di Ur-sa-as) e dei Muški, nel 713 a.C. Tabal si ribellò nuovamente al dominio assiro, ma l'insurrezione venne repressa dai governatori delle province occidentali, che resero Tabal una provincia assira. Tuttavia, il conflitto non si risolse, poiché nel 705 a.C. è documentata contro Tabal, Urartu e i Muški un'altra campagna di Sargon II, che perì sul campo di battaglia contro i Cimmeri. Nel 681 a.C., dopo la morte di Sennacherib, Tabal si liberò del gioco assiro e nel 676 a.C. strinse un'alleanza con Meliddu, governata dal re Mugallu. Tuttavia, la crescente potenza dei Muški spinse Mugallu, re di Tabal, a inviare intorno al 660 a.C. un'ambasceria per chiedere protezione all'imperatore Assurbanipal, offrendo in cambio la sottomissione sua e del re di Arwad, la propria figlia prediletta come concubina per il re assiro, nonché un tributo annuale di "grandi cavalli". Nel 612 a.C., con il crollo dell'Impero assiro, la regione dell'Anatolia a est del fiume Halys venne annessa all'Impero medo.

## Sovrani di Tabal
Gli ultimi re conosciuti di Tabal furono:
- Tuwattīs I (fl. 837 a.C.)
- Kikki (fl. 837 a.C.)
- Tuwattīs II (fl. metà VIII secolo a.C.)
- Wasusarmas (ca. 740 a.C. – 730 a.C.)
- Ḫulliyas (ca. 730 a.C. –  721 a.C.)
- Ambaris (721 a.C. – 713 a.C.)
- Hidi (fl. 690)
- Mugallu (fl. 670)
- x-ussi (fl. 650)

## Menzioni di epoca successiva
La memoria orale di etnonimi come Tabal e i Muški sopravvisse alla parabola dell'Impero assiro e permase per il resto dell'età classica, entrando sia nella tradizione etnografica greca che in quella giudaico-biblica.

### Fonti greche
Autori classici quali Scilace, Erodoto, Ecateo, Senofonte, Diodoro Siculo, Strabone, Pomponio Mela e Plinio il Vecchio riportano che le lungo la costa sudorientale del Mar Nero abitavano Macroni e i Tibareni (in greco antico: Τιβαρηνοί?, Tibarenoi), che insieme a Calibi e Mossineci, indicati come abitanti della Cappadocia, erano considerati gli inventori della metallurgia. Queste genti venivano descritte come un popolo montano tendenzialmente pacifico, dotato di un equipaggiamento bellico costituito da elmi di legno, piccoli scudi e lance corte con punte lunghe, mentre la loro città principale era Cotyura. Menzioni si trovano anche ne Le Argonautiche di Apollonio di Rodi e, in età tardoantica, nelle opere di Stefano di Bisanzio.
Nonostante gli antichi ritenessero i Tibareni fossero di origine scitica, essendo spesso elencati al fianco di altre tribù abitanti la vicina Colchide, studiosi contemporanei hanno avanzato l'ipotesi che fossero gruppi etnici parlanti una lingua non-indoeuropea, in particolare una lingua cartvelica. Tuttavia, questa ipotesi rimarrebbe puramente speculativa, poiché non sostenuta da nessuna prova concreta.

### Fonti bibliche
Nella Bibbia, in Genesi e nel I libro delle Cronache sono elencati in successione Gomer, Madai, Javan, Tubal, Meshech e Tiras come figli di Jafet ed eponimi dei rispettivi popoli. Nel libro di Ezechiele Gog nella terra di Magog è menzionato come sovrano di Tubal e Meshech, i quali sono menzionati sempre in coppia, forse in quanto alleati, mentre nell'invettiva contro Tiro, tra i popoli che portavano schiavi e minerale in città sono menzionati insieme ai discendenti di Javan, riferendosi forse ai residenti degli emporia della Cilicia. Nel libro di Isaia, invece, Tubal e Javan sono enumerati tra i lontani popoli pagani a nord e a ovest che un giorno si sarebbero convertiti al giudaismo.
La tradizione etnografica biblica venne recepita dallo storiografo giudeo ellenizzato Flavio Giuseppe, che menziona questa popolazione come Thobeles, armonizzando il sapere tradizionale ebraico con la cultura ellenistica. In età tardoantica, Tubal viene menzionato anche da Gerolamo.